# 양윤선
양윤선(梁允銑)은 대한민국의 성우이다. 1974년 MBC에 입사했으며, 현재는 MBC 6기이다. 문화방송 성우극회 소속이다.

## 주요 출연작품

### 애니메이션
- 목장의 소녀 캐트리 (MBC)
- 유령대소동 (MBC)
- 키다리 아저씨 (MBC)
- 어린이 명작동화 (MBC)
- 우주보안관 장고 (MBC)
- 용감한 죠리 (MBC)

### 영화
- 개 같은 내 인생 (MBC) - 프란손(매그너스 라스크)
- 사랑이 머무는 곳에 (MBC) - 샌디(다이앤 레일리)
- 언제나 마음은 태양 (MBC) - 웨스턴(제프리 베일든)
- 은빛 안장 (MBC) - 신부(카를로 젠틸리)
- 형사 스타크 (MBC) - 서장(팻 콜리)
- 그렘린 (MBC)

### 외화
- 애증의 세월 신즈 (MBC)